# Живко Јанкуловски
Живко Јанкулоски (мкд. Живко Јанкуловски; Алданци, 3. фебруар 1956) македонски политичар и био је заменик премијера Северне Македоније задужен је за пољопривреду и образовање. Такође је био и потпредседник странке Нова социјалдемократска партија.
Живко Јанкуловски је рођен у Алданцима (околина града Крушево).
Докторирао је пољопривредне науке на Пољопривредном факултету при Универзитету свети Ћирило и Методије (св. Кирил и Методиј) у Скопљу. Специјализовао се у области земљорадње у Француској и САД.
Радио је у неколико пољопривредних фирми, био је професор на вишој пољопривредној школи при Универзитету свети Климент Охридски у Битољу, као и професор биљне производње и технологије прехрамбених производа на Биотехничком и Техничком факултету при истој високошколској установи где је обављао и функцију председника Сената Универзитета.
У периоду од 1994. до 1998. године био је посланик у Скупштини Северне Македоније из редова СДСМ-а.